# 錦座
錦座（にしきざ）は、かつて青森県八戸市にあった劇場・映画館。
1916年（大正5年）に初代錦座が開館し、八戸大火後の1926年（大正15年）に2代目錦座が再建された。その後八戸東宝劇場（はちのへとうほうげきじょう）に改称し、1970年代初頭まで営業を続けた。

## 歴史

### 初代錦座
1916年（大正5年）11月24日、西村喜助によって三戸郡八戸町（現・八戸市）廿八日町に錦座が建てられた。総工費は当時の金額で約2万円ほどであったとされる。ルネサンス建築を模しており、開場時には地元紙に「東北一の規模をほこる大劇場」と報じられた。開場式にあたってのこけら落としは中村吉右衛門一座により行われ、その後も歌舞伎の公演などが行われていた。
1917年（大正6年）4月、八戸水力電気による「一万点灯祝賀会」開催に伴い、錦座のイルミネーションが行われた。
1918年（大正7年）4月7日、鮫漁港期成同盟会の発会式が錦座で行われ、1000人以上の聴衆を集めた。1923年（大正12年）9月18日、八戸初の新劇として武者小路実篤作「仏陀と孫悟空」ほかが上演された。
1924年（大正13年）3月下旬、西野薫一座が錦座で公演を行った。同年5月21日、八戸大火によって建物が焼失した。

### 2代目錦座
1926年（大正15年）9月13日、3階建ての劇場として再建され、その後は映画館としての役割が強くなった。1929年（昭和4年）、八戸毎日新聞社が主催する市議候補連合演説会が錦座で開催され、約1000人の聴衆を集めた。ソプラノ歌手の原信子は八戸出身であり、錦座の舞台に立ったこともある。

### 八戸東宝劇場
1942年（昭和17年）に西村喜助が死去すると、東宝作品を上映する八戸東宝劇場となった。1946年（昭和21年）3月27日、第1回総選挙のための立会演説会が錦座と小中野の湊座で開催された。
1970年代初頭頃には八戸東宝劇場が閉館し、1973年（昭和48年）には老朽化していた建物が取り壊された。跡地には八戸第一生命ビルが建っている。

## 設備
錦座の設備は以下の通り。（八戸大火後の再建時）
- 観覧席 - 1階席と2階席に分かれる。半円形で周囲をガラス窓となっていた。特等席が3円、一等席が1円。貸座布団が5銭であった。
- 売店 - 劇場1階に置かれていた。サイダー・林檎・餅・煎餅などを販売していた。
- 食堂 - 劇場2階に喫茶室、3階に大食堂があった。